# Barnitz
Barnitz település Németországban, Schleswig-Holstein tartományban. Lakosainak száma 839 fő (2023. december 31.). Barnitz Wesenberg (Holstein) és Reinfeld községekkel határos.

## Népesség
A település népességének változása:
| Lakosok száma | 445  | 828  | 850  | 841  | 861  | 843  | 853  | 839  |
|               | 1975 | 2010 | 2014 | 2017 | 2019 | 2021 | 2022 | 2023 |